# یونی گونزالز
یونی الکساندر گونزالز کوپته (انگلیسی: Yony González؛ زادهٔ ۱۱ ژوئیهٔ ۱۹۹۴) بازیکن فوتبال اهل کلمبیا است.
از باشگاه‌هایی که در آن بازی کرده‌است می‌توان به باشگاه فوتبال لس آنجلس گلکسی، باشگاه ورزشی اتلتیکو جونیور، باشگاه فوتبال بنفیکا، باشگاه فوتبال کورینتیانس، باشگاه فوتبال فلومیننزه، و باشگاه ورزشی دیپورتیوو کالی اشاره کرد.
وی همچنین در تیم ملی فوتبال تیم ملی فوتبال زیر ۲۳ سال کلمبیا بازی کرده‌است.

## دوران بازی

### باشگاهی

#### فلومیننزه
در ۲۷ دسامبر ۲۰۱۸ او با باشگاه فوتبال فلومیننزه قرارداد امضا کرد و قرارداد او با اتلتیکو جونیور منقضی شد. در ۸ ژانویه ۲۰۱۹ رسماً توسط باشگاه فوتبال فلومیننزه معرفی شد.

#### بنفیکا
در ۱۰ ژانویه ۲۰۲۰، گونزالز با باشگاه پرتغالی باشگاه فوتبال بنفیکا قراردادی را که تا سال ۲۰۲۴ ادامه دارد، امضا کرد.

#### لس‌آنجلس گلکسی (قرضی)
در ۱۹ آگوست ۲۰۲۰، گونزالز برای بقیه فصل ۲۰۲۰ به لس آنجلس گلکسی در لیگ برتر فوتبال ایالات متحده آمریکا قرض داده شد.

#### سئارا (قرضی)
در ۲۳ فوریه ۲۰۲۱ تا سال ۲۰۲۱ به برزیل بازگشت تا در سری آ و باشگاهی به نام سئارا بازی کند.

#### دپورتیوو کالی (قرضی)
در ۶ فوریه ۲۰۲۲ به باشگاه ورزشی دیپورتیوو کالی، برای باقیمانده فصل ۲۰۲۲، قرض داده شد.

### ملی
او سابقه دعوت شدن و بازی برای تیم ملی فوتبال المپیک کلمبیا را دارد.